# 金匮大桥
31°32′58″N 120°17′45″E / 31.54931°N 120.29578°E
金匮大桥，又称金匮桥，是位于中华人民共和国江苏省无锡市梁溪区的一座大桥，跨京杭大运河。

## 特点
金匮桥因位于金匮路两侧而得名。1988年竣工，净跨100米，总长176米，宽30米，是南长地区与中桥地区的重要通道，桥东侧为太湖广场。2001年2月，金匮东路更名为太湖东大道，金匮西路更名为太湖西大道。金匮大桥并未更名，并入太湖大道范围。